# Coraia
Coraia là một chi bọ cánh cứng trong họ Chrysomelidae.
Chi này được Clark miêu tả khoa học năm 1865.

## Các loài
Các loài trong chi này gồm:
- Coraia apicicornis Jacoby, 1892
- Coraia clarki Jacoby, 1886
- Coraia maculicollis Clark, 1865
- Coraia subeyanescens (Schaffer, 1906)